# Robert Iwaszkiewicz
Robert Jarosław Iwaszkiewicz (ur. 17 maja 1962 we Wrocławiu) – polski przedsiębiorca i polityk, z wykształcenia inżynier budownictwa rolniczego, deputowany do Parlamentu Europejskiego VIII kadencji.

## Życiorys
Ukończył XII Liceum Ogólnokształcące im. Bolesława Chrobrego we Wrocławiu. W 1986 na Akademii Rolniczej we Wrocławiu uzyskał tytuł zawodowy magistra inżyniera w zakresie budownictwa rolniczego. W 1987 podjął własną działalność gospodarczą, jednocześnie został zatrudniony w Zakładach Chemicznych „Rokita” w Brzegu Dolnym, pełniąc w późniejszym okresie funkcję dyrektora tego przedsiębiorstwa. Został potem właścicielem firmy działającej w branży ochrony zdrowia.
Od 2004 działał w Unii Polityki Realnej. W 2010 został także członkiem Organizacji Monarchistów Polskich. W tym samym roku był w gronie założycieli UPR-WiP (partii w 2011 przemianowanej na Kongres Nowej Prawicy). Z ramienia UPR (z list kolejno PJKM i LPR) i następnie KNP bez powodzenia kandydował do Sejmu w 2005, 2007 i 2011 oraz w wyborach samorządowych do rady miejskiej Wrocławia w 2006 i 2010. W Kongresie Nowej Prawicy objął funkcję skarbnika dolnośląskich struktur oraz członka naczelnego sądu partyjnego.
W wyborach do Parlamentu Europejskiego w 2014, będąc liderem listy KNP w okręgu dolnośląskim, uzyskał 29 505 głosów, co zapewniło mu mandat w Parlamencie Europejskim. W październiku tego samego roku przystąpił (jako jedyny deputowany KNP) do grupy Europa Wolności i Demokracji Bezpośredniej, zostając jej wiceprzewodniczącym. W styczniu 2015 współtworzył partię KORWiN. W sierpniu 2015 został powołany na jednego z wiceprezesów ugrupowania (był nim do listopada 2019). Obejmował także funkcję skarbnika partii, która w 2022 przyjęła nazwę Nowa Nadzieja. W 2019 nie uzyskał reelekcji do PE z ramienia współtworzonej przez KORWiN Konfederacji. W wyborach w tym samym roku kandydował także z jej ramienia bez powodzenia do Sejmu. W wyborach samorządowych w 2024 bez powodzenia kandydował z ramienia KW Stowarzyszenie Bezpartyjni Samorządowcy na burmistrza Brzegu Dolnego (zajął ostatnie, 4. miejsce). Zasiadał w Radzie Liderów Konfederacji WiN, w marcu 2025 został wykluczony z tego ugrupowania w związku z poparciem kandydatury Grzegorza Brauna w wyborach prezydenckich w 2025.